# 체스 타이틀

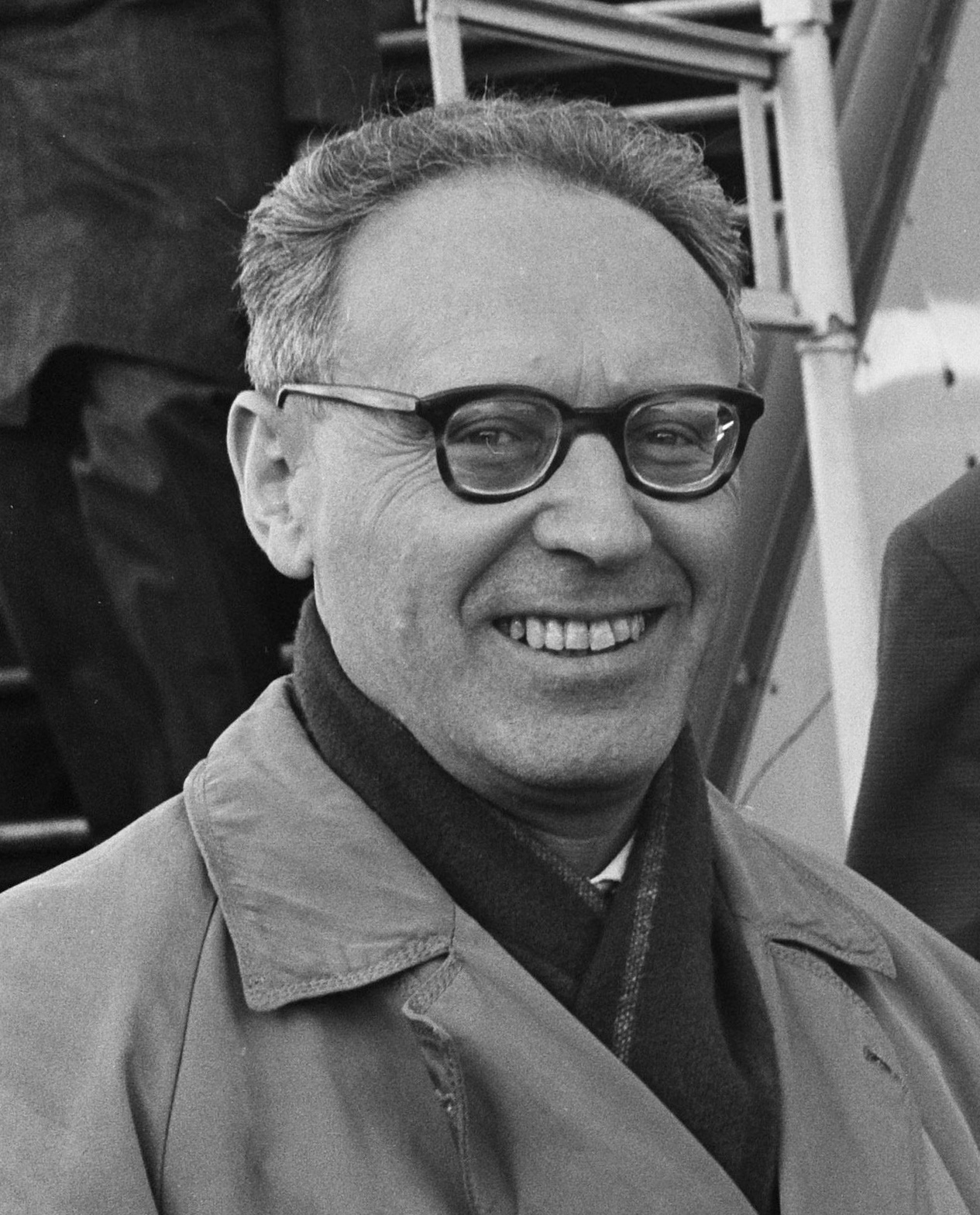
역사상 첫 그랜드마스터(GM) 타이틀을 얻은 27명의 선수 중 하나인 미하일 보트빈니크의 모습

체스 타이틀(chess title)은 체스 운영 단체에서 규정하고 성적과 순위에 따라 체스 선수에게 부여하는 칭호이다. 이런 타이틀은 보통 한번 부여하면 평생 유지된다. 국제적인 체스 운영 단체인 국제 체스 연맹(FIDE)은 여러 타이틀을 부여하는데 이 중 가장 권위 있는 타이틀은 그랜드마스터(GM)이며 그 외 많은 국가 체스 연맹에서 "내셔널 마스터"와 같은 자체 타이틀을 부여한다. 더 넓게 보면 "마스터"라는 용어를 고도로 숙련된 체스 선수 전반에게 붙이는 호칭으로 쓰기도 한다.

## 일반 체스
보통 "체스 마스터"라 함은 대부분의 아마추어 선수를 이길 수 있을 정도의 실력을 갖춘 선수를 말한다. 종종 체스 선수 사이에선 그냥 '마스터'라고 불리기도 한다.
세계 체스 단체인 국제 체스 연맹(FIDE)이 설립되면서 특정 국가 내에 한정되는 "내셔널 마스터"(national master) 칭호보다 상위의 칭호가 만들어졌다. 1950년 FIDE는 그랜드마스터(Grandmaster, GM)와 인터네셔널 마스터(International Master, IM)라는 칭호를 처음으로 만들었고 타이틀 자격 요건은 수 년이 지나면서 점점 정교화되었다. 1978년에는 FIDE가 FIDE 마스터(FIDE Master, FM)라는 그보다 더 낮은 등급의 칭호를 만들었다.

### 마스터 타이틀의 초기 사용
기록된 체스 역사의 시작에서부터 최초의 체스 단체가 설립될 때까지 '마스터'라는 칭호는 단순히 대중의 호평에 따라 비공식적으로 적용된 수식어였다. 실력이 뛰어난 선수는 체스 경기에서 자신의 실력을 과시하며 "체스 마스터"(Chess master)라는 명성을 얻기도 했다.
19세기 후반 들어 세계적으로 체스가 보급되기 시작하면서 이 용어는 조직 차원에서 부여하기 시작했다. 당시 권위 있는 체스 대회 중 하나는 1876년 독일 체스 연맹이 처음으로 주최한 DSB 대회이다. DSB의 마스터 칭호 기준은 마이스테르드리텔(Meisterdrittel), 즉 DSB 대회에서 열리는 프리미어 토너먼트에서 1/3 이상의 게임에 승리하는 것이었다. 하우프투르니어(Hauptturnier) 또는 '예비' 종목 우승자는 다음 대회에서 열리는 프리미어 토너먼트에 출전해 마이스테르드리텔를 취득할 수 있는 기회를 받았다.

### FIDE 타이틀
2024년 기준 FIDE가 유지, 수여하는 칭호는 다음과 같다.
- 그랜드마스터(Grandmaster, GM)은 체스 선수가 얻을 수 있는 가장 높은 칭호이다. 선수가 그랜드마스터를 취득하는 일반적인 방법은 한번이라도 FIDE 레이팅을 2500 이상 돌파하며, 신청자 이외의 국가를 포함한 다른 그랜드마스터가 참여하는 토너먼트(이를 노름(Norm)이라고 부름)에 최소 3회 이상 유리한 결과로 마무리하는 것이다.
- 인터네셔널 마스터(International Master, IM)은 최소 레이팅 2400 이상과 노름(norm) 3개가 필요하며, 노름 취득 요건은 GM 타이틀에 비해 낮다.
- FIDE 마스터(FIDE Master, FM)은 최소 레이팅 2300 이상이 필요하다. 노름은 필요하지 않다.
- 캔디데이트 마스터(Candidate Master, CM)은 최소 레이팅 2200 이상이 필요하다. 노름은 필요하지 않다.

위에 나열된 타이틀은 '오픈 타이틀'이라고 불리며 남성과 여성 모두에게 열려 있다. 별도의 여성 체스 선수 타이틀도 존재한다.
- 여성 그랜드마스터(Woman Grand Master, WGM)은 최소 레이팅 2300 이상과 노름 3개가 필요하다.
- 여성 인터네셔널 마스터(Woman International Master, WIM)은 최소 레이팅 2200 이상과 노름 3개가 필요하며, 노름 취득 요건은 WGM 타이틀에 비해 낮다.
- 여성 FIDE 마스터(Woman FIDE Master, WFM)은 최소 레이팅 2100 이상이 필요하다. 노름은 필요하지 않다.
- 여성 캔디데이트 마스터(Woman Candidate Master, WCM)은 최소 레이팅 2000 이상이 필요하다. 노름은 필요하지 않다.

1978년 노나 가프린다슈빌리를 시작으로 2024년 9월 기준 총 42명의 여성이 GM 타이틀을 획득했다.
위의 모든 타이틀은 특정 상위 레벨 토너먼트에서 상위권 혹은 그에 근접한 성적을 거둬 획득할 수 있는 다른 경로가 있다. 예를 들어 GM 타이틀은 월드 주니어 세계 선수권 대회에서 우승한 사람에게 수여된다.
FIDE는 FIDE 온라인 아레나를 통해 성별에 관계 없이 이보다 하위권인 체스 선수에게 다음과 같은 아레나 타이틀을 수여한다.
- 아레나 그랜드마스터(Arena Grandmaster, AGM)은 최소 온라인 FIDE 레이팅 2000 이상이 필요하다.
- 아레나 인터네셔널 마스터(Arena International Master, AIM)은 최소 온라인 FIDE 레이팅 1700 이상이 필요하다.
- 아레나 FIDE 마스터(Arena FIDE Master, AFM)은 최소 온라인 FIDE 레이팅 1400 이상이 필요하다.
- 아레나 캔디데이트 마스터(Arena Candidate Master, ACM)은 최소 온라인 FIDE 레이팅 1100 이상이 필요하다.

아레나 타이틀에 필요한 노름은 없지만 취득하고자 하는 선수는 최소 불릿 게임 150회, 블리츠 게임 100회 또는 레피드 게임 50회를 연속으로 하며 필요한 최소한의 온라인 FIDE 레이팅을 유지해야 한다.
또한 FIDE는 체스 심판과 트레이너에게도 타이틀을 별도로 부여한다.

### 내셔널 마스터
일부 국가의 체스 연맹은 자체적으로 내셔널 마스터(National Master, NM)을 수여한다. 각국의 체스 연맹은 이런 NM 타이틀은 원하는 기준을 자유롭게 설정하여 부여할 수 있으며, FIDE에서는 공식적으로 이 타이틀을 인정하지 않는다. 각국마다 마스터의 기준은 다르지만 일반적으로 특정한 레이팅 달성, 특정 수준에서 필요한 토너먼트 경기 수(노름) 달성, 해당 국가의 선수권 대회에서 두드러진 활약 등을 기준으로 선정한다. 경우에 따라서는 저명한 체스 행정가나 기업 후원자, 정치인 등에게 수여하는 명예 칭호로 활약하기도 한다. 다만 1978년 FIDE가 마스터 타이틀을 제정한 이후 아일랜드나 독일 같은 일부 체스 연맹은 NM 타이틀이 의미가 없다고 판단해 수여를 중단했다.

## 서신 체스
국제 서신 체스 연맹(ICCF)은 인터네셔널 마스터(International Master), 시니어 인터네셔널 마스터(Senior International Master), 국제 서신 체스 그랜드마스터(International Correspondence Chess Grandmaster)라는 타이틀을 수여하고 있으며 이는 FIDE가 일반 보드 체스에서 수여하는 타이틀과 유사하다. ICCF는 세계 통신 체스 선수권 대회도 같이 열고 있다. 통신 체스 대회는 오랜 기간 지속될 수 있기 때문에 대회 기간이 중복될 수 있는데, 2005년 2월에야 2003년 6월 시작되었던 제18회 통신 체스 선수권 대회 우승자로 요프 판오스테롬이 선언되었고 당시 2002년 3월에 시작된 제17회 선수권 대회는 우승자가 결정되지 않은 상태였다.

## 같이 보기
- FIDE 타이틀
- 국제 서신 체스 연맹 타이틀